# Venijn McSnekke
Venijn McSnekke is een door Carl Barks bedacht personage dat voorkomt in enkele stripverhalen met Donald Duck of Dagobert Duck in de hoofdrol. Hij is een doortrapte zakenman, die ten koste van de wereld om hem heen zichzelf wil verrijken. Venijn McSnekke heeft de gedaante van een groot en dik zwijn met een opvallende zwarte snor. 
In de oorspronkelijke Engelstalige verhalen heeft hij verschillende namen, zoals P.J. McBrine en Argus McSwine.

## Verhaallijnen
Venijn McSnekke maakte zijn opwachting in Forbidden Valley, een verhaal van Barks uit 1957. Hier is hij de eigenaar van een grote conservenfabriek. Hij probeert de Duckstadse augurkenoogst te laten mislukken, zodat hij zijn eigen voorraad spruiten kan verkopen. In dit verhaal neemt McSnekke het alleen nog op tegen Donald  en Kwik, Kwek en Kwak. 
In latere verhalen van Barks en anderen is hij hoofdzakelijk een concurrent en tegenstander van Dagobert. Een verhaal van Barks met McSnekke en Dagobert in de hoofdrol is The Status Seeker (1962).

## Verwarring
In de verschillende verhalen komen diverse sterk op McSnekke lijkende personages voor, waarbij niet altijd duidelijk is of hier steeds hetzelfde personage is bedoeld. Aangezien een personage met een geniepige varkenskop zich gemakkelijk leent als schurk, hebben Barks en andere striptekenaars hier mogelijk veelvuldig gebruik van gemaakt, zonder de verschillende verhalen per se met elkaar in verband te willen brengen. Om de samenhang tussen de verschillende verhalen zo goed mogelijk vast te houden, gaan analisten er niettemin van uit dat het hier een en hetzelfde personage betreft.
McSnekke lijkt ook nogal op Soapy Slick (Gerrit Gladsnuit), maar onderscheidt zich hiervan met name door zijn snor.